# Décathlon aux championnats du monde d'athlétisme 1999
Navigation
Athènes 1997 Edmonton 2001
Le concours du décathlon des championnats du monde d'athlétisme 1999 s'est déroulé les 24 et 25 août 1999 au Stade olympique de Séville, en Espagne. Il est remporté par le Tchèque Tomáš Dvořák.
Dvořák, tenant du titre et grand favori après son record du monde établi un mois plus tôt, réalise son deuxième meilleur temps sur 100 m et un record personnel à la longueur, mais ses performances suivantes l'amènent en fin de première journée à 4 582 pts, contre 4 645 pts le jour de son record. En deuxième place se trouve l'inattendu Britannique Dean Macey âgé de 21 ans, qui a couru son 400 m en 46 s 72 et pointe à 4 546 pts, suivi de l'Américain Chris Huffins 4 462, Nool 4 416 et Lobodin 4 356.
Le deuxième jour, le Tchèque conforte son avance au 110 m haies, puis Huffins passe Macey à l'issue du disque. À l'issue de la perche, il mène avec 7 172 pts suivi de près par Huffins 7 148, Lobodin 7075 et Macey 7008. Le champion d'Europe Erki Nool hors course en raison d'un zéro à la perche, réalise le meilleur lancer de javelot tandis que Dvořák s'assure le titre sur cette avant-dernière épreuve. Derrière lui quatre hommes peuvent encore prétendre à une médaille : Huffins 7 951, Macey 7 807, Lobodin 7 785, Levicq 7 758. Macey, qui en raison d'une douleur au coude n'a produit qu'un essai au javelot, néanmoins record personnel, bat son meilleur temps au 1 500 m et obtient l'argent. Huffins conserve la troisième place devant le Français Sébastien Levicq, qui a gagné dix places durant la seconde journée, grâce notamment à un saut à la perche de 5,50 m et obtient un sous-total de 4 380 pts, le plus élevé jamais enregistré lors de championnats du monde. L'Espagnol Francisco Javier Benet, qui se battait pour la sixième place, est contraint à l'abandon 250 m avant la ligne finale.

## Médaillés
| Or           | Argent     | Bronze        |
| Tomáš Dvořák | Dean Macey | Chris Huffins |

## Résultats
| Rang               | Athlète                | Pays        | Total        | 100 m   | Long.  | Poids   | Haut.  | 400 m   | 110 m h. | Disque  | Perche | Jav.    | 1 500 m       |
| ------------------ | ---------------------- | ----------- | ------------ | ------- | ------ | ------- | ------ | ------- | -------- | ------- | ------ | ------- | ------------- |
| Médaille d'or      | Tomáš Dvořák           | Tchéquie    | 8 744 pts    | 10 s 60 | 7,98 m | 16,49 m | 2,00 m | 48 s 42 | 13 s 75  | 46,26 m | 4,60 m | 70,11 m | 4 min 39 s 87 |
| Médaille d'argent  | Dean Macey             | Royaume-Uni | 8 556 pts PB | 10 s 69 | 7,48 m | 15,14 m | 2,12 m | 46 s 72 | 14 s 35  | 43,78 m | 4,60 m | 64,03 m | 4 min 29 s 31 |
| Médaille de bronze | Chris Huffins          | États-Unis  | 8 547 pts SB | 10 s 43 | 7,67 m | 15,67 m | 2,00 m | 49 s 04 | 13 s 98  | 49,48 m | 4,80 m | 64,35 m | 4 min 53 s 83 |
| 4                  | Sébastien Levicq       | France      | 8 524 pts PB | 11 s 05 | 7,52 m | 14,22 m | 2,00 m | 50 s 13 | 14 s 48  | 44,65 m | 5,50 m | 69,01 m | 4 min 26 s 81 |
| 5                  | Lev Lobodin            | Russie      | 8 494 pts SB | 10 s 80 | 7,40 m | 16,13 m | 2,03 m | 49 s 23 | 14 s 04  | 47,04 m | 5,10 m | 58,13 m | 4 min 35 s 50 |
| 6                  | Wilfrid Boulineau      | France      | 8 154 pts    | 11 s 02 | 7,35 m | 13,52 m | 2,03 m | 49 s 75 | 14 s 57  | 43,43 m | 4,80 m | 63,61 m | 4 min 26 s 74 |
| 7                  | Henrik Dagård          | Suède       | 8 150 pts SB | 10 s 77 | 7,06 m | 14,95 m | 1,97 m | 47 s 88 | 14 s 35  | 42,35 m | 4,80 m | 64,77 m | 4 min 47 s 99 |
| 8                  | Dan Steele             | États-Unis  | 8 130 pts PB | 10 s 84 | 6,75 m | 14,12 m | 1,91 m | 47 s 04 | 14 s 50  | 50,35 m | 4,50 m | 65,50 m | 4 min 38 s 03 |
| 9                  | David Mewes            | Allemagne   | 8 089 pts    | 11 s 25 | 7,43 m | 14,87 m | 2,03 m | 49 s 87 | 14 s 63  | 44,49 m | 4,60 m | 63,04 m | 4 min 35 s 97 |
| 10                 | Attila Zsivótzky       | Hongrie     | 8 019 pts    | 11 s 22 | 7,05 m | 14,05 m | 2,12 m | 48 s 56 | 15 s 24  | 42,64 m | 4,60 m | 60,36 m | 4 min 24 s 59 |
| 11                 | Oleg Veretelnikov      | Ouzbékistan | 7 853 pts SB | 10 s 98 | 7,10 m | 13,85 m | 1,85 m | 48 s 92 | 14 s 89  | 42,12 m | 4,60 m | 64,43 m | 4 min 32 s 18 |
| 12                 | Indrek Kaseorg         | Estonie     | 7 851 pts    | 11 s 34 | 7,03 m | 14,03 m | 1,91 m | 49 s 28 | 14 s 56  | 43,30 m | 4,80 m | 64,38 m | 4 min 44 s 07 |
| 13                 | Pródromos Korkízoglou  | Grèce       | 7 850 pts    | 10 s 68 | 7,08 m | 14,73 m | 2,03 m | 49 s 10 | 14 s 44  | 43,16 m | 4,90 m | 54,97 m | 5 min 23 s 02 |
| 14                 | Erki Nool              | Estonie     | 7 568 pts    | 10 s 72 | 7,85 m | 14,21 m | 1,97 m | 47 s 13 | 14 s 47  | 43,12 m | NH     | 70,22 m | 4 min 50 s 52 |
| 15                 | Aki Heikkinen          | Finlande    | 7 536 pts    | 11 s 16 | 7,07 m | 13,98 m | 1,94 m | 49 s 79 | 14 s 94  | 36,60 m | 4,40 m | 67,75 m | 5 min 03 s 12 |
| 16                 | Francisco Javier Benet | Espagne     | 7 529 pts    | 10 s 93 | 7,22 m | 13,96 m | 2,00 m | 48 s 18 | 14 s 07  | 44,30 m | 4,90 m | 61,52 m | DNF           |
| —                  | Tom Pappas             | États-Unis  | DNF          | 11 s 24 | 7,19 m | 14,31 m | 2,12 m | 48 s 95 | 14 s 16  | 44,08 m | NH     | DNS     |               |
| —                  | Chiel Warners          | Pays-Bas    | DNF          | 10 s 76 | 7,47 m | 14,34 m | 2,03 m | 47 s 71 | 15 s 02  | 38,65 m | DNS    |         |               |
| —                  | Trond Høiby            | Norvège     | DNF          | 11 s 31 | 6,85 m | 14,52 m | 2,03 m | 50 s 11 | DQ       | 43,88 m | 4,60 m | NM      | DNS           |
| —                  | Roman Šebrle           | Tchéquie    | DNF          | 10 s 93 | 7,65 m | 14,44 m | 2,03 m | 48 s 08 | DNF      | 20,51 m | DNS    |         |               |
| —                  | Klaus Isekenmeier      | Allemagne   | DNF          | 11 s 16 | 7,20 m | 15,16 m | 1,88 m | DNS     |          |         |        |         |               |
| —                  | Benjamin Jensen        | Norvège     | DNF          | 10 s 88 | 7,00 m | 13,35 m | NH     |         |          |         |        |         |               |
| —                  | Thomas Tebbich         | Autriche    | DNF          | 10 s 90 | 6,85 m | 13,96 m | DNS    |         |          |         |        |         |               |
| —                  | Frank Busemann         | Allemagne   | DNF          | 10 s 87 | 7,60 m | DNS     |        |         |          |         |        |         |               |
| —                  | Jón Arnar Magnússon    | Islande     | DNF          | 10 s 94 | DNS    |         |        |         |          |         |        |         |               |

## Légende
Records et Performances
- AR : Record continental (area record)
- CR : Record des championnats (championship record)
- MR : Record du meeting (meet record)
- NR : Record national (national record)
- OR : Record olympique (olympic record)
- PR : Record paralympique (paralympic record)
- PB : Record personnel (personal best)
- SB : Meilleure performance personnelle de la saison (season's best)
- WL : Meilleure performance mondiale de l'année (world leader)
- WJR : Record du monde junior (world junior record)
- WR : Record du monde (world record)

Circonstances et Conditions
- DNF : N'a pas terminé (did not finish)
- DNS : N'a pas pris le départ (did not start)
- DQ : Disqualification (disqualification)
- NM : Aucun essai valable enregistré (No Mark)
- Q : Qualifié « directement » au prochain tour (ou à la prochaine compétition), lors d'une compétition majeure, grâce au classement ou à la réalisation des minima (automatic qualifier)
- q : Qualifié au prochain tour (ou à la prochaine compétition), lors d'une compétition majeure, grâce au repêchage ou à la réalisation de l'une des meilleures performances parmi celles des « non qualifiés directement » (grâce au meilleur temps ou à la meilleure distance par exemple) (secondary qualifier)